# Sînevîr, Boureni
Sînevîr (în ucraineană Синевир) este localitatea de reședință a comunei Sînevîr din raionul Boureni, regiunea Transcarpatia, Ucraina.

## Demografie
Componența lingvistică a localității Sînevîr
     Ucraineană (99,9%)
     Alte limbi (0,08%)
Conform recensământului din 2001, majoritatea populației localității Sînevîr era vorbitoare de ucraineană (99,9%), existând în minoritate și vorbitori de alte limbi.